# 藤田和久
藤田 和久（ふじた かずひさ）は、日本の工学者（レーザー工学・宇宙工学・太陽光発電産業）。学位は博士（工学）（大阪大学・1998年）。光産業創成大学院大学副学長・光産業創成研究科教授、学校法人光産業創成大学院大学常務理事。
日本学術振興会特別研究員、財団法人航空宇宙技術振興財団研究員、 科学技術振興機構科学技術特別研究員、光産業創成大学院大学光産業創成研究科助教授、光産業創成大学院大学光産業創成研究科准教授などを歴任した。

## 概要
レーザー工学、宇宙工学、太陽光発電産業を専攻する工学者である。レーザーによる錆取り技術を新たに開発したことで知られている。日本学術振興会の特別研究員を経て、航空宇宙技術振興財団の研究員、科学技術振興機構の科学技術特別研究員として研究に従事し、のちに光産業創成大学院大学で教鞭を執り後進を育てた。

## 来歴

### 生い立ち
1989年（平成元年）4月に大阪大学に入学し、工学部の電気工学科にて学んだ。1993年（平成5年）3月に大阪大学を卒業し、学士（工学）の学位を取得した。同年には大阪大学にて大学院の工学研究科に進学し、電気工学専攻にて学んだ。大学院には1998年（平成10年）3月まで在籍していた。博士（工学）の学位を取得している。

### 工学者として
文部省の所管する特殊法人である日本学術振興会にて1998年（平成10年）4月に特別研究員に選任され、2000年（平成12年）10月まで務めた。その間は母校である大阪大学のレーザー核融合研究センターにて研究に従事した。
2000年（平成12年）11月には財団法人である航空宇宙技術振興財団に採用され、2001年（平成13年）12月まで研究員を務めた。その間は科学技術庁の施設等機関である航空宇宙技術研究所の角田宇宙推進技術研究センターにあるロケット高空性能研究室にて研究に従事した。
2002年（平成14年）1月に文部科学省の所管する特殊法人である科学技術振興機構に転じ、2004年（平成16年）12月まで科学技術特別研究員を務めた。その間も引き続き航空宇宙技術研究所の角田宇宙推進技術研究所にて研究に従事しており、2003年（平成15年）10月からは宇宙航空研究開発機構にて研究に従事した。
2005年（平成17年）1月には古巣である航空宇宙技術振興財団に所属が戻り、2005年（平成17年）3月まで再び研究員を務めた。その間も引き続き宇宙航空研究開発機構の角田宇宙推進技術研究センターにて研究に従事した。
2005年（平成17年）4月、光産業創成大学院大学に転じ、光産業創成研究科の助教授に就任した。光産業創成研究科においては主として光エネルギー分野を受け持った。のちに学校教育法の改正に伴い、職位が助教授から准教授に変更となった。2014年（平成26年）3月まで准教授を務めていたが、同年4月に教授に昇任した。以降も引き続き光エネルギー分野を受け持っている。学内においては要職を歴任しており、副学長も兼務していた。また、光産業創成大学院大学の設置者である学校法人においては理事の一人として名を連ね、2022年（令和4年）4月より常務を務めていた。

## 研究
専門は工学であり、特にレーザー工学、宇宙工学、太陽光発電産業といった分野の研究を手掛けていた。具体的には、トヨコーなどとともにレーザーによる錆取り技術を新たに開発したことで知られている。鉄橋や鉄塔などの錆や塗膜をレーザーで除去することでインフラの維持管理の効率化を図っている。なお、研究の過程においては、従来の手法ではエネルギーが足りなかったことから連続波を円環状に高速でスキャンする新たな手法を開発している。豊澤一晃らとの研究業績を纏めた「レーザー光による塗膜除去装置」は高く評価され、機械振興協会により2017年（平成29年）に新機械振興賞審査委員長特別賞が授与された。また、日本産業規格の「レーザー照射処理面の除せい（錆）度測定方法」の新設にも携わり、「JIS Z 2358」が制定された。
西村博明らと湾曲結晶を用いた多チャンネル単色X線フレーミングカメラの開発に取り組んでおり、その成果である「X線単色フレーミングカメラの開発と爆縮コアプラズマ診断への応用」は高く評価されている。この研究は「初めてレーザー爆縮コアプラズマ内の温度や密度の空間分布の時間変化の決定を可能にした。この成果は、他のレーザー核融合研究所でも採用され、レーザー核融合研究の発展に大きく寄与している」との理由により、プラズマ・核融合学会により2002年（平成14年）に技術進歩賞が授与されている。
2018年（平成30年）には新規開発したレーザーによる錆取り技術が『サイエンスZERO』に取り上げられており、同年には『ホンマでっか!?TV』に出演してレーザーによる錆取り技術を紹介するなど、メディアへの出演も多い。
学術団体としては、応用物理学会、レーザー学会、日本航空宇宙学会、日本応用動物昆虫学会、日本原子力学会、レーザ加工学会、照明学会、土木学会、などに所属していた。

## 略歴
- 1993年 - 大阪大学工学部卒業[4]。
- 1998年 - 大阪大学大学院工学研究科修了。
- 1998年 - 日本学術振興会特別研究員[4]。
- 2000年 - 航空宇宙技術振興財団研究員[4]。
- 2002年 - 科学技術振興機構科学技術特別研究員[4]。
- 2005年 - 航空宇宙技術振興財団研究員[4]。
- 2005年 - 光産業創成大学院大学光産業創成研究科助教授[4]。
- 2007年 - 光産業創成大学院大学光産業創成研究科准教授。
- 2014年 - 光産業創成大学院大学光産業創成研究科教授[4]。
- 2022年 - 光産業創成大学院大学常務[4]。

## 賞歴
- 2002年 - プラズマ・核融合学会技術進歩賞[4][11]。
- 2017年 - 新機械振興賞審査委員長特別賞[4]。
- 2020年 - 照明学会論文賞[4]。

## 著作

### 寄稿、分担執筆、等
- 上村誠一ほか編『傾斜機能材料の開発と応用』シーエムシー出版、2003年。ISBN 4-88231-423-1
- 上村誠一ほか編『傾斜機能材料の技術展開』シーエムシー出版、2009年。ISBN 978-4-7813-0123-5

## 出演

### テレビ
- ホンマでっか!?TV（2018年）[4][12]

### 註釈
1. ↑  文部省は、科学技術庁と統合され、2001年1月に文部科学省が設置された。
2. ↑  日本学術振興会は、2003年に独立行政法人日本学術振興会に改組された。
3. ↑  大阪大学レーザー核融合研究センターは、2004年にレーザーエネルギー学研究センターに改組された。
4. ↑  科学技術庁は、文部省と統合され、2001年1月に文部科学省が設置された。
5. ↑  航空宇宙技術研究所は、2001年1月に科学技術庁から文部科学省に移管された。
6. ↑  航空宇宙技術研究所は、2001年4月に独立行政法人航空宇宙技術研究所に改組された。
7. ↑  科学技術振興機構は、2003年に独立行政法人科学技術振興機構に改組された。
8. ↑  独立行政法人航空宇宙技術研究所は、宇宙科学研究所、宇宙開発事業団と統合され、2003年に独立行政法人宇宙航空研究開発機構が設置された。